# Криворізький історико-краєзнавчий музей
Криворізький історико-краєзнавчий музей — міський музей у Кривому Розі, заснований 9 січня 1960 року. Присвячений природі краю, історії Криворіжжя від кам'яної доби до сучасності.
Музей має два філіали: Тернівський філіал (вул. Музейна, колишня вул. Сестрорецька, буд. 1б, завідувачка – Шкуро Світлана Володимирівна) і філіал «Музей-квартира художника Г. І. Синиці» (пр. Гагаріна, буд. 13, кв. 18, завідувачка – Ярошевич Анастасія Олександрівна).

## Історія музею
Для відвідувачів музей було відкрито 21 лютого 1968 року. Станом на травень 2023 року в музеї працює – 31 співробітник.
Експозиційна площа основної будівлі закладу складає 612 кв.м.

## Колекція та експозиція
Станом на травень 2023 року фонди музею налічують понад 124 тисячі предметів. В музейній колекції є унікальні археологічні зібрання, нумізматика, етнографія, книжкові пам'ятки. Теми експозицій: «Геологія та природа Криворіжжя», «Давня історія краю», «Криворіжжя у XVI – поч. ХХ ст.», «Етнографія краю», «Міжвоєнний період. 1920 – 1941рр.», «Криворіжжя під час Другої світової війни», «Край у період 1944 – 1991 рр.», «Літературне Криворіжжя», «Революція гідності. АТО - ООС». Також є одна виставкова зала.

### Філіали
В 2016 році в Кривому Розі в квартирі, де мешкав видатний український художник Григорій Іванович Синиця (1908 — 1996), після капітального ремонту відкрили «Музей-квартиру».
У 1970 році відкрито народний музей при СШ №40 у Веселих Тернах, який в 1993 році став філіалом Криворізького міського історико-краєзнавчого музею. В експозиції та фондах знаходяться предмети з етнографії, світлини та документальні джерела, що висвітлюють історію селища з найдавніших часів до сьогодення.

## Археологічні розкопки
В період з 1964 по 2016 роки співробітники музею проводили археологічні розкопки. Всього було досліджено близько 98 курганів, в яких виявлено до 870 поховань . 
Було відкрито близько 30 святилищ, які датовані III — І тис. до н.е.
В 2016 році були проведені розкопки на місці розташування Свято-Миколаївської церкви (збудована в 1862 році). Були знайдені деталі іконостасу, прикраси кіотів, фрагменти цегли, скляних та керамічних виробів, а також інструменти, які використовували під час будівництва церкви. Над розкопаним фундаментом споруджено атріум.

## Відеогалерея у приміщенні «Квіткового годинника»
«Квітковий годинник» – найбільший у світі, розміщений на покрівлі споруди. Розташований на проспекті Металургів.  Його діаметр –  22 метри, довжина годинної стрілки – 8 метрів, а хвилинної – 12 . На циферблаті годинника щороку  висаджується близько 22 тисяч кущів декоративних квітів. Вдень кожна година супроводжується мелодійним дзвоном, а вночі годинник підсвічується сотнями ліхтариків. Годинник вважається одним із яскравих архітектурних символів Кривого Рогу. У павільйоні розташувалася перша в Україні 3D-відеогалерея, в якій демонструється відеофільми, присвячені історії міста, твори образотворчого мистецтва та інші тематичні фільми краєзнавчого спрямування.

## Директори
- Золотарьов Леонід Степанович (1960 — 1963)
- Ракітін Яків Григорович (1963 — 1978)
- Черниш Василь Іванович (1978 — 1985)
- Петрова Наталія Анатоліївна (1985 — 1999)
- Пісна Ніна Борисівна (1999 — 2011)
- Зінов'єва Ірина Юріївна (з 2011).